# Tessa Leuwsha
Theresa Evelyne (Tessa) Leuwsha (Amsterdam, 1 november 1967) is een Surinaams-Nederlandse schrijfster en documentairemaakster.
Ze woont in Paramaribo, Suriname. Ze schrijft romans, non-fictiewerken, essays, artikelen, columns en was enkele jaren recensent voor De Ware Tijd Literair. Haar documentaire Mama Sranan (Moeder Suriname, 2023) werd internationaal vertoond en bekroond.

## Leven
Tessa Leuwsha werd in Amsterdam geboren en heeft een Afro-Surinaamse vader en een Nederlandse moeder. Haar vader groeide op in Suriname toen het land nog een kolonie was van Nederland. Hij emigreerde om economische redenen naar Nederland, waar hij als chauffeur werkte bij de gemeente Amsterdam. Leuwsha's moeder werkte als koffiedame bij een bank en bracht haar liefde voor literatuur over op haar dochter. 
Na het gymnasium volgde Leuwsha een opleiding Toeristisch Management en studeerde Engels. Ze had interesse in Engelse en Amerikaanse literatuur en poëzie. Leuwsha werkte een aantal jaren in de reiswereld en bezocht in die jaren vele landen. Een opdracht om een reisgids over Suriname te maken bracht haar in 1995 naar het geboorteland van haar vader. Sinds dat jaar woont ze in Suriname. In 1997 verscheen de eerste editie van haar Reishandboek Suriname, die in vele herziene uitgaven en onder diverse titels is verschenen. Leuwsha vestigde zich als freelance journalist in Suriname, waar zij haar huidige partner, beeldend kunstenaar Sirano Zalman, ondersteunde bij het oprichten van een toeristisch bedrijf.

## Toneel en overig
Naast haar schrijverschap is Leuwsha voorzitter van de Surinaamse Stichting High Dive Creations (voorheen stichting Lezen en Schrijven) ter bevordering van literatuurbeleving onder jongeren. Met het project 'Schrijftheater', een samenwerking met de stichting Boekids, Den Haag, verzorgde zij schrijfworkshops voor jongeren waaruit in 2010 een jeugdtoneelstuk ontstond dat meerdere malen door jonge acteurs werd opgevoerd. Met medewerking van de stichting nam Leuwsha het initiatief om een mediatheek te realiseren in het dorp Dan in het Boven-Surinamegebied, leefgebied van Saramaccaners, nazaten van gevluchte plantageslaven. Aan de mediatheek is ook een alfabetiseringsproject voor volwassenen gekoppeld.

## Film
Leuwsha maakte haar entree in de filmwereld via DocuLab Suriname, een initiatief ter bevordering van Suriname's documentairecultuur van mediahuis The Back Lot in Suriname en de Nederlandse Filmacademie. In 2015 werd ze geselecteerd als een van acht filmmakers die onder begeleiding van coaches van de Nederlandse Filmacademie een filmproject ontwikkelden. Dit resulteerde in 2018 in de documentaire Frits de Gids (56 minuten, script en regie door Leuwsha), waarin het dilemma van veel marrons, vasthouden aan tradities of meegaan met westerse invloeden, wordt uitgebeeld. Leuwsha schreef ook het scenario voor deze film. 
In 2023 verscheen de documentaire Mama Sranan (Moeder Suriname, 71 minuten, script en regie door Leuwsha), geïnspireerd op haar boek Fansi's stilte, een grootmoeder en de slavernij (2015). De verteller in de film is de Surinaamse zangeres Denise Jannah, die op sommige momenten ook zingt. De film is geproduceerd door Pieter van Huystee Film en werd voor het eerst vertoond op het International Documentary Film Festival Amsterdam (IDFA), waar het een 'Speciale Vermelding Nederlandse film' ('Special Mention') ontving. De film is geheel opgebouwd uit ingekleurd archiefmateriaal en biedt een diepgaande, persoonlijke blik op Suriname en zijn geschiedenis via het leven van Leuwsha’s grootmoeder, Fancelyne Cummings (Fansi). Ook voor deze film schreef ze het scenario. De documentaire werd internationaal vertoond en bekroond, waarmee Leuwsha haar naam als documentairemaker definitief vestigde.
De film werd verder vertoond in New York, Washington, Parijs, Bilbao, Rio de Janeiro, São Paulo en Paramaribo. Op het Festival International du Film Documentaire Amazonie-Caraïbes 2024 in Saint-Laurent du Maroni, Frans-Guyana, kreeg de film een Special Jury Mention. In Bilbao, Spanje, werd de documentaire bekroond met de prijs voor beste lange documentaire in de categorie 'Interculturalidad'. De film werd vertoond in veertig bioscopen in Nederland, uitgezonden op Nederlandse en Surinaamse televisie en aangekocht door de Amerikaanse publieke omroep. De film trok 10.000 Nederlandse bioscoopbezoekers en kreeg daarom de Kristallen Film Award 2025 van het Nederlands Film Festival.

## Literair werk
Haar eerste gepubliceerde verhaal Voor William werd in 2002 bekroond met de aanmoedigingsprijs van de Kwakoe Literatuurprijs.
In 2005 debuteerde Leuwsha met de roman De Parbo-blues (uitgeverij Augustus, Amsterdam), waarin een dochter naar Suriname reist om er de jeugd van haar eigenzinnige vader in te kleuren. De Parbo-blues werd goed door de pers ontvangen, shortlist genomineerd voor de Debutantenprijs 2006 en de Vrouw&Kultuur Debuutprijs 2006, en stond in de Boeken Top Tien 2007 van het ministerie van Buitenlandse Zaken.
Het verhaal Nieuwe huid verscheen in de bundel Waarover we niet moeten praten (2007), Bantaskine verscheen in Kill your darlings (2008), een uitgave van het Nederlands Letterenfonds, en High five, zand erover in de bundel Voor mij ben je hier (2010). Leuwsha schreef Schijnvrouw op verzoek van het literair theaterprogramma Bijlmer Boekt! Het verhaal werd gepubliceerd op de blogspot Caraïbisch Uitzicht (2016).
In 2009 verscheen de roman Solo, een liefde, over het streven van twee jonge Surinamers om hun doelen te verwezenlijken, in weerwil van hun familieachtergrond die gevormd is door het koloniale verleden. Het boek speelt zich grotendeels af in het Surinaamse district Coronie. Solo, een liefde werd genomineerd voor de Black Magic Woman award.
In 2015 verscheen Fansi's stilte, een grootmoeder en de slavernij. In dit 'oral history' boek reconstrueert Leuwsha uit verhalen van haar ooms en tantes en herinneringen van haar overleden vader het leven van haar Surinaamse grootmoeder Fanceline Cummings ('oma Fansi', 1905-1979), Daarnaast biedt het boek inzage in de problematiek van eerste generatie Surinaamse migranten in Nederland. Leuwsha ontdekte dat haar oma Fansi werd opgevoed door een vrouw die nog in slavernij had geleefd. In Fansi's stilte beschrijft ze de mentale doorwerking van slavernij en de achtergestelde materiële positie als gevolg daarvan op latere generaties. Het boek werd genomineerd voor de literatuurprijs De Inktaap 2017. Leuwsha bracht in 2023 ook een documentaire uit die geïnspireerd was op het boek, Moeder Suriname-Mama Sranan.
Plantage Wildlust verscheen in 2020. De roman gaat over een jong echtpaar dat Zeeland ontvlucht en in Suriname een nieuw leven op wil bouwen op een plantage. Leuwsha schetst de onderlinge verhoudingen op een koffieplantage rond het begin van de twintigste eeuw. Daarbij komt ook de positie van de Indiase contractarbeiders, die na de afschaffing van de slavernij geronseld werden voor het werk op de plantages, aan de orde.
In 2022 verscheen het literaire non-fictie werk De wilde vaart, waarin Leuwsha en haar man Sirano Zalman, een bootreis ondernemen over de Surinaamse rivieren, op zoek naar vergeten helden en naar de helende kracht van de natuur. In het boek beschreef Leuwsha hoe het koloniale verleden doorwerkt in het heden en onderschrijft het universele belang van rolmodellen.
Leuwsha heeft deelgenomen aan internationale literatuurfestivals, zoals het Winternachten- en Writers Unlimited festival in Den Haag en ze trad op voor radio en tv in Nederland en Suriname. Haar literaire werk werd genomineerd voor diverse prijzen.
In 2020 verzorgde zij voor de Werkgroep Caraïbische Letteren de zesde Cola Debrot-lezing, getiteld 'Wij hebben helden, wij bestaan!'.

## Publicaties

### Romans
- 2005 - De Parbo-blues, Uitgeverij Augustus, Amsterdam, ISBN 9789045702339
- 2009 - Solo, een liefde, Atlas Contact, Amsterdam, ISBN 9789045701745
- 2015 - Fansi's stilte, een grootmoeder en de slavernij, Atlas Contact, Amsterdam, ISBN 9789045030425
- 2020 - Plantage Wildlust, Atlas Contact, Amsterdam, ISBN 9789025458942
- 2022 - De wilde vaart, Atlas Contact, Amsterdam, ISBN 9789045044187

### Geschiedenis
- 2025 - Boni - in het spoor van de Surinaamse vrijheidsstrijder, Atlas Contact, Amsterdam, ISBN 9789045051796

### Documentaires
- 2018 - Frits de Gids (productie The Back Lot)
- 2023 - Mama Sranan (Moeder Suriname, productie Pieter van Huystee Film)

### Gidsen
- 2012 - Wereldwijzer Suriname. Elmar, Rijswijk, ISBN 9789038921068
- 2015 - Reishandboek Suriname. Praktische en culturele reisgids met alle bezienswaardigheden. Uitgeverij Elmar, Rijswijk, ISBN 9789038924939

### Overig
- 2020 - Wij slaven van Suriname, Anton de Kom, heruitgave door Atlas Contact (16e druk) met inleidingen van Tessa Leuwsha, Duco van Oostrum en Mitchell Esajas, ISBN 978-90-450-4109-4. Deze uitgave van Wij slaven van Suriname met de inleidingen is vertaald in het Duits en Engels.
- 2021 - De nieuwe koloniale leeslijst, essaybundel, samengesteld door Rasit Elibol, met essays van onder anderen Leuwsha (over de Indonesische schrijver Pramoedya Ananta Toer), Alfred Birney, Marja Pruis, Manon Uphoff en Gloria Wekker. Das Mag in samenwerking met De Groene Amsterdammer, ISBN 9789493168879.[11]
- 2022 - Dat wij zongen, Das Mag, ISBN 9789493248472, essaybundel, samengesteld door Julien Ignacio, Raoul de Jong en Michiel van Kempen, met essays van onder anderen Leuwsha (over de Surinaamse dichter Johanna Schouten-Elsenhout), Tommy Wieringa en Karin Amatmoekrim.[12]
- Pennen over Penselen, 200 schilderijen, schrijvers, Mauritshuis, Waanders Uitgevers, met bijdragen van onder anderen Leuwsha (over het schilderij Braziliaans landschap met een huis in aanbouw (c. 1655-1660) van Frans Post), Nelleke Noordervliet en Adriaan van Dis.
- 2023 - Ons koloniale verleden in vijftig voorwerpen, Alfabet Uitgevers, ISBN 9789021342382, onder redactie van Valika Smeulders, Wayne Modest, Sheila Sitalsing, Wieteke van Zeil en Tjerk Gualthérie van Weezel. De essays verschenen eerder in de Volkskrant. Essays van onder anderen Leuwsha (over zwarte rijst).[13][14]